# Tyrell Malacia
Tyrell Malacia (* 17. srpna 1999 Rotterdam) je nizozemský profesionální fotbalista, který hraje na pozici levého obránce za anglický klub Manchester United FC a za nizozemský národní tým.
Malacia je odchovancem Feyenoordu, v jehož A-týmu debutoval v prosinci 2017. S klubem vyhrál KNVB Cup v roce 2018 a došel do finále Konferenční ligy 2021/22, ve které byl nominován do nejlepší jedenáctky soutěže. V létě 2022 přestoupil do Manchesteru United.
Malacia debutoval v nizozemské reprezentaci v září 2021 proti Černé Hoře.

## Klubová kariéra

### Feyenoord
Malacia se narodil v Rotterdamu a v roce 2008 se připojil k akademii místního Feyenoordu. Svůj první profesionální kontrakt Malacia podepsal v prosinci 2015.
Svého debutu v klubu se dočkal 6. prosince 2017, když odehrál celé utkání základní skupiny Ligy mistrů proti italské Neapoli; trenér Giovanni van Bronckhorst nechtěl riskovat postavení lehce zraněného obránce Miquela Neloma. Malacia o týden později debutoval i v Eredivisie při remíze 1:1 s Heerenveenem. Ihned po svém debutu se stal stabilním členem základní sestavy, ze které jej vystrnadilo až jeho vyloučení v zápase proti Vitesse 11. února 2018. 22. dubna byl nevyužitým náhradníkem při výhře Feyenoordu 3:0 nad AZ Alkmaar ve finále nizozemského poháru. V dubnu 2018 prodloužil kontrakt do června 2023. 4. srpna 2018 byl u výhry v nizozemském superpoháru proti PSV Eindhoven po penaltovém rozstřelu.
Na začátku sezóny 2018/19 se navrátil do základní sestavy. Svoji první branku v dresu Feyenoordu vstřelil 26. srpna ve třetím kole nového ročníku, a to při výhře 5:3 nad Heerenveenem. V průběhu prosince 2018 utrpěl zranění, které jej vyřadilo ze sestavy až do dubna následujícího roku. Hned v prvním zápase po zranění se střelecky prosadil do sítě VVV-Venlo při výhře 3:0.
Do sezóny 2019/20 vstoupil Malacia jako levý bek číslo dva za Ridgecianem Hapsem. Své první ligové minuty začal sbírat až na přelomu listopadu a prosince, když Hapse vyřadilo ze hry zranění.
V létě 2020 přišel Malacia o celou předsezónní přípravu, když musel na operaci s bolavou kyčlí. Po úspěšné operaci se v říjnu navrátil do základní sestavy, ve které setrval až do konce sezóny. V lize odehrál v ročníku 2020/21 28 ligových utkání.
Již jako klíčový hráč klubu byl základním stavebním kamenem úspěchu Feyenoordu. V Eredivisie vynechal pouze 2 utkání a pomohl klubu ke konečné 3. příčce. V premiérové sezóně Konferenční ligy postoupil Feyenoord do základní skupiny z předkola přes KF Drita, FC Luzern a IF Elfsborg. Ve skupinové fázi se Feyenoord střetl s Makabi Haifa, Unionem Berlín a pražskou Slavií a po 4 výhrách a 2 remízách postoupil z prvního místa do jarní části. V ní si Feyenoord poradil postupně s FK Partizan, opět s pražskou Slavií a s Marseille. 25. května 2022 odehrál Malacia celé finálové utkání proti AS Řím, které skončilo výhrou italského mužstva 1:0. Malacia byl jedním z pěti hráčů Feyenoordu, kteří byli zařazeni do nejlepší jedenáctky soutěže.

### Manchester United
Dne 5. července 2022 přestoupil Malacia do anglického Manchesteru United, se kterým podepsal čtyřletý kontrakt. Red Devils do rotterdamského klubu poslali 15 milionů eur a další dva miliony na případných bonusech. Malacia byl první posilou nového trenéra Erika ten Haga. 7. srpna Malacia v klubu debutoval při prohře 2:1 s Brightonem & Hove Albion.

## Reprezentační kariéra
Malacia se narodil v Nizozemsku otci z Curaçaa a surinamské matce. V roce 2021 byl nominován do reprezentace Curaçaa na závěrečný turnaj Zlatý pohár CONCACAF 2021; nicméně pozvánku odmítl.
Dne 27. srpna 2021 byl Malacia poprvé povolán do nizozemské reprezentace. Svého reprezentačního debutu se dočkal 4. září 2021 v zápase proti Černé hoře.

## Statistiky

### Klubové
K 23. srpnu 2022
| Klub              | Sezóna  | Liga           | Liga   | Liga | Národní pohár | Národní pohár | Ligový pohár | Ligový pohár | Evropské poháry | Evropské poháry | Celkem | Celkem |
| Klub              | Sezóna  | Liga           | Zápasy | Góly | Zápasy        | Góly          | Zápasy       | Góly         | Zápasy          | Góly            | Zápasy | Góly   |
| ----------------- | ------- | -------------- | ------ | ---- | ------------- | ------------- | ------------ | ------------ | --------------- | --------------- | ------ | ------ |
| Feyenoord         | 2017/18 | Eredivisie     | 11     | 0    | 2             | 0             | —            | —            | 1               | 0               | 14     | 0      |
| Feyenoord         | 2018/19 | Eredivisie     | 17     | 3    | 1             | 0             | —            | —            | 1               | 0               | 19     | 3      |
| Feyenoord         | 2019/20 | Eredivisie     | 12     | 0    | 4             | 0             | —            | —            | 5               | 0               | 21     | 0      |
| Feyenoord         | 2020/21 | Eredivisie     | 28     | 0    | 2             | 0             | —            | —            | 3               | 0               | 33     | 0      |
| Feyenoord         | 2021/22 | Eredivisie     | 32     | 1    | 1             | 0             | —            | —            | 17              | 0               | 50     | 1      |
| Feyenoord         | Celkem  | Celkem         | 100    | 4    | 10            | 0             | —            | —            | 27              | 0               | 137    | 4      |
| Manchester United | 2022/23 | Premier League | 22     | 0    | 4             | 0             | 4            | 0            | 9               | 0               | 39     | 0      |
| Manchester United | 2023/24 | Premier League | 0      | 0    | 0             | 0             | —            | —            | 0               | 0               | 0      | 0      |
| Manchester United | Celkem  | Celkem         | 22     | 0    | 4             | 0             | —            | —            | 9               | 0               | 39     | 0      |
| Celkem            | Celkem  | Celkem         | 122    | 4    | 14            | 0             | 0            | 0            | 36              | 0               | 176    | 4      |

### Reprezentační
K 23. srpnu 2022
| Nizozemsko | Nizozemsko | Nizozemsko |
| Rok        | Zápasy     | Góly       |
| ---------- | ---------- | ---------- |
| 2021       | 1          | 0          |
| 2022       | 5          | 0          |
| 2023       | 3          | 0          |
| Celkem     | 9          | 0          |

## Ocenění

### Klubová

#### Feyenoord
- KNVB Cup: 2017/18[45]
- Johan Cruyff Shield: 2018[46]
- Evropská konferenční liga UEFA: 2021/22 (druhé místo)[47]

### Individuální
- Jedenáctka soutěže Evropské konferenční ligy UEFA: 2021/22[33]